# Каденция (гармонический оборот)
Каде́нция (итал. cadenza, от лат. cadere — падать, также каданс фр. cadence) в тональной музыке — типовой гармонический оборот, завершающий музыкальное построение любого уровня (фразу, период, раздел формы, всю композицию). Типовой завершающий гармонический и/или мелодический оборот в старинной модальной музыке (XI—XVI веков) называется также каденцией либо клаузулой.

## Общие сведения
Количество элементов каденции (клаузулы) в теории и практике композиции не нормировано; ключевыми являются последние два элемента (два созвучия или два звука) гармонической модели. Термины для обозначения ключевых элементов каденции в элементарной теории музыки XX–XXI веков отсутствуют; в старинных трактатах последний звук (и связанное с ним созвучие) стандартно называется у́льтимой, предпоследний – пену́льтимой. Реже выделяется третий от конца звук – антепену́льтима.
Старинные термины «ультима» и (реже) «пенультима» – за неимением позднейших эквивалентов – некоторые современные исследователи распространяют на каденции в мажорно-минорной тональности. Под ультимой подразумевается последний аккорд, или его основной тон, или его высотный класс, под пенультимой — предпоследний аккорд каденции, его основной тон или высотный класс.

## Типология

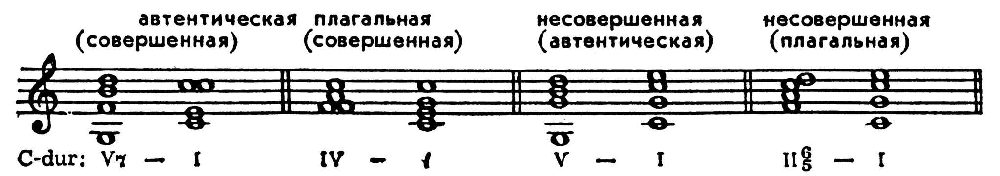
Схемы некоторых типовых каденций

В теории музыки каденции классифицируют 

I. По эффекту завершённости:

I.1. Полная, то есть с окончанием на T; 

I.1.1. Совершенная (T в мелодическом положении примы, после D или S, взятых только в основном виде);

I.1.2. Несовершенная (если хотя бы одно условие, присущее совершенной каденции, не соблюдается);

I.2. Половинная, то есть с окончанием на D или (реже) S;

I.3. Прерванная, то есть с избеганием ожидаемой T (в классической ситуации оборот заканчивается трезвучием VI ступени).
II. По функциональному составу:

II.1. Автентическая (D — T);

II.2. Плагальная (S — T).
От автентической и плагальной каденций следует отличать автентический и плагальный гармонические обороты (последовательности, прогрессии), которые в изобилии встречаются в музыке эпохи Возрождения, задолго до того как сформировалось представление о тональных функциях классико-романтической гармонии.
III. По местоположению в форме:

III.1. Срединная;

III.2. Заключительная;

III.3. Дополнительная;

III.4. Вторгающаяся (ультима каденции попадает на начало следующего формального отдела).
IV. По метрическому положению ультимы:

IV.1. Мужская (ультима на сильной доле такта);

IV.2. Женская (ультима на слабой доле такта).
V. Особые каденции:

V.1. Фригийская. Половинная каденция в миноре вида IV6-V. Получила такое название по сходству с разновидностью готической каденции (сонантной ячейки) в музыке XIII—XV веков, с полутоновым ходом от пенультимы к ультиме в нижнем голосе (Ландини, Машо, Дюфаи и др.), как бы во фригийском ладу. В тональной системе считается модализмом, может входить в состав фригийского оборота, либо функционирует обособленно.

V.2. Готическая: трёхголосная каденция (сонантная ячейка) из конкордов терцсексты и квинтоктавы, типичнейшая для музыки позднего Средневековья и раннего Возрождения;

V.3. В старинной текстомузыкальной форме каденции получают названия в зависимости от соответствующих разделов текстовой (стихотворной, прозаической молитвословной) формы. Различаются генеральная, строфная, полустрофная, строчная и внутристрочная каденции. Степень «тяжести» (иерархической значимости) каденции зависит от значимости раздела стихотворной (текстовой) формы, к которому данная каденция относится. Наиболее значимы ультимы генеральной и строфной каденций, наименее — внутристрочных.

## Каденционный план и тональный план
В модальной многоголосной музыке расположение каденций именуется «каденционном планом» (от нем. Kadenzplan), логика которого (по принципу модальности) заключается в «обходе ступеней» звукоряда (нем. Stufengang). В классической тональной музыке по ультимам каденций судят о тональном плане. Каденционный план и тональный план репрезентируют опоры развёрнутого во времени лада, то есть остов лада на (макро)уровне целостной музыкальной формы.

## Исторический очерк
В указанном значении термин впервые зафиксирован в «Музыкальной книге» (Liber musices) Флоренция де Факсолиса (1496). Мощное развитие получил в музыкальной теории XVI—XVII веков (трактаты этого времени содержат чрезвычайно разветвлённые и не вполне упорядоченные систематики каденций). Классификация, принятая в системе классико-романтической тональности, восходит к Ж. Ф. Рамо (1737).
Как факт музыкальной практики, каденции описывались задолго до Рамо. Например, каденция, которая в учебниках классической тональной гармонии стандартно описывается как «прерванная», в итальянских трактатах XVI—XVII веков (начиная с Царлино и Вичентино) называлась «ускользающей» (cadenza fuggita, или sfuggita), также «каденцей, которая избегает заключения» (cadenza che fugge la conclusione), также «ложной» (cadenza d’inganno). «Ускользание» понималось чрезвычайно широко, от нарушения стереотипов голосоведения (при ведении от пенультимы к ультиме) вплоть до замещения разрешающего аккорда паузой.